# پورتسموث، دومینیکا
پورتسموث، دومینیکا (به لاتین: Portsmouth, Dominica) یک شهرک در دومینیکا است که در پریش سنت جان واقع شده‌است.

## خصوصیات
پورتسموث ۲٬۹۷۷ نفر جمعیت دارد و ۴۳ متر بالاتر از سطح دریا واقع شده‌است.